# Gianna Molinari

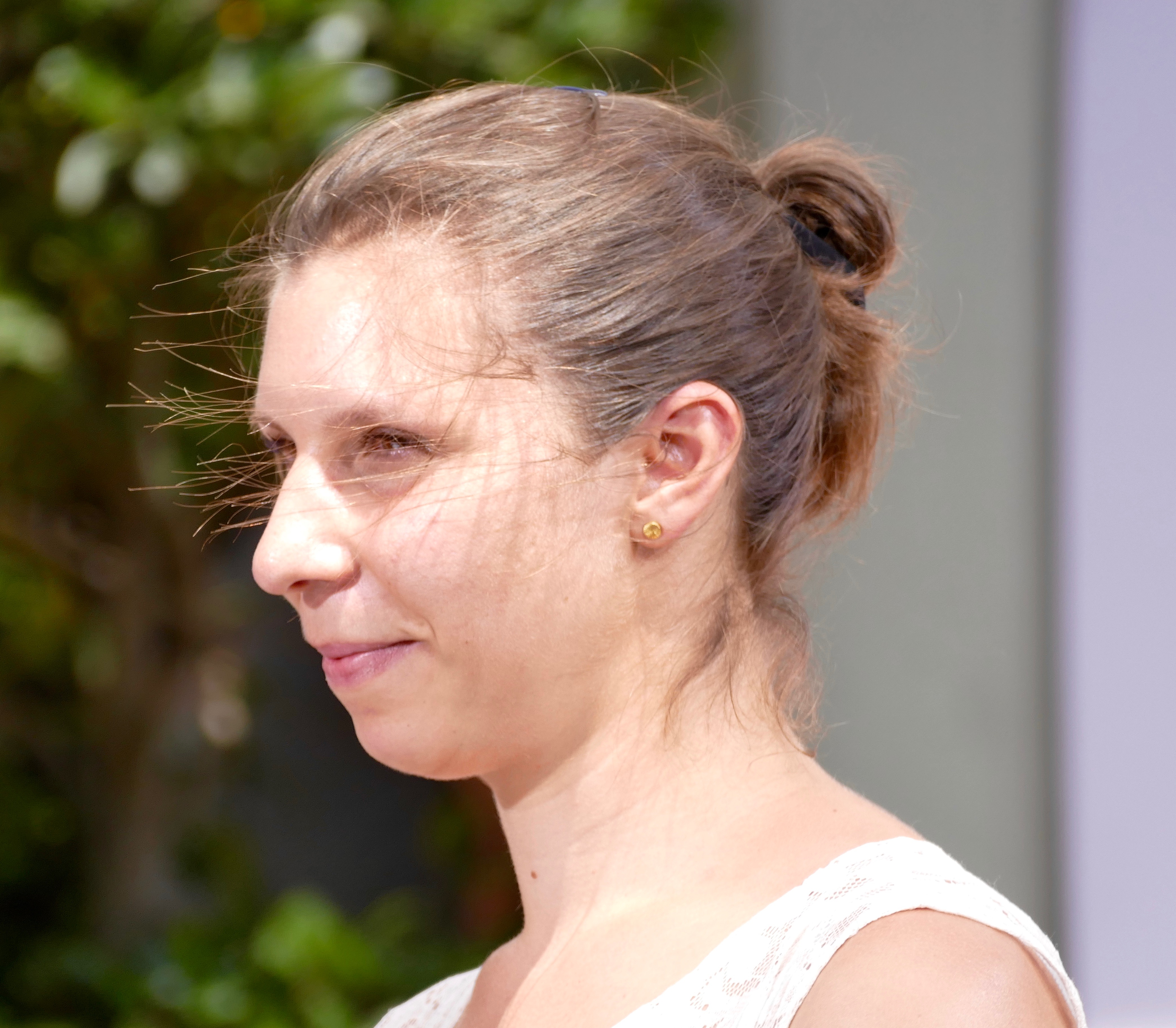
Gianna Molinari (2017)

Gianna Molinari (* 1988 in Basel) ist eine Schweizer Schriftstellerin.

## Leben
Gianna Molinari studierte von 2009 bis 2012 Literarisches Schreiben am Schweizerischen Literaturinstitut in Biel und im Anschluss Neuere Deutsche Literatur an der Universität Lausanne. 2012 war sie Stipendiatin der Autorenwerkstatt Prosa am Literarischen Colloquium Berlin. Derzeit lebt sie in Zürich, wo sie mit Julia Weber die Kunstaktionsgruppe Literatur für das, was passiert mitbegründet hat, die Menschen auf der Flucht helfen will. Für ihr Projekt erhielt sie 2016 eine Anerkennungsgabe der Stadt Zürich.
Molinari hat vielfach in Zeitschriften und Anthologien veröffentlicht. Ihre Kurzgeschichte Herr Bleier wurde 2012 mit dem 1. Preis und dem Publikumspreis des MDR-Literaturwettbewerbes ausgezeichnet. Auf Einladung von Hildegard E. Keller las sie 2017 beim Ingeborg-Bachmann-Preis den Text Loses Mappe und erhielt den mit 7500 Euro dotierten 3sat-Preis.
2018 gelangte sie mit ihrem Romandebüt Hier ist noch alles möglich auf die Longlist des Deutschen Buchpreises und auf die Shortlist des Schweizer Buchpreises.
2019 gründet Gianna Molinari gemeinsam mit Katja Brunner, Anaïs Meier, Sarah Elena Müller, Michelle Steinbeck, Tabea Steiner und Julia Weber das feministische Autorinnen-Kollektiv «RAUF».

## Werk
- Hier ist noch alles möglich. Roman. Aufbau Verlag, Berlin 2018, ISBN 978-3-351-03739-0.[5]
- Hinter der Hecke die Welt. Roman. Aufbau Verlag, Berlin 2023, ISBN 978-3-351-04173-1.

## Auszeichnungen
- 2012 Stipendium der Autorenwerkstatt Prosa am Literarischen Colloquium Berlin[6]
- 2012 MDR-Literaturpreis
- 2014 Werkbeitrag des Fachausschusses Basel-Stadt/Basel-Land
- 2016 Anerkennungsgabe der Stadt Zürich
- 2017 3sat-Preis
- 2018 Robert-Walser-Preis für Hier ist noch alles möglich[7]
- 2018 Kranichsteiner Literaturförderpreis für Hinter der Hecke die Welt
- 2019 Clemens-Brentano-Preis für Hier ist noch alles möglich[8]
- 2019 Anerkennungsbeitrag des Kantons Zürich